# Vizcondado de Tomillos
El Vizcondado de Tomillos es un título nobiliario español creado por el rey Fernando VI por decreto de 10 de enero de 1749 a favor de Fadrique Iñigo de Bernuy y Altamirano, IV marqués de Benamejí. 
Su nombre se refiere al Donadío de Tomillos, situado en el municipio andaluz de Alcalá del Valle, en la provincia de Cádiz.

## Vizcondes de Tomillos
- Fadrique Íñigo de Bernuy y Altamirano (n. Benamejí, 1682), I vizconde de Tomillos, hijo de José Diego de Bernuy y Antonia Altamirano. Contrajo primeras nupcias en Écija en 1718 con Elvira Fernández de Henestrosa y Barradas, y en segundas con Ramona Fernández de Córdova y Carvajal. Le sucedió su hijo.[2]
- Juan Bautista de Bernuy y Fernández de Henestrosa y Barradas (n. 1720), II vizconde de Tomillos y caballero de la Orden de Santiago.[2]
- Fadrique José de Bernuy y Fernández de Henestrosa, III vizconde de Tomillos; Se casó en Madrid en 1768 con Francisca de Paula Valda y Maldonado.[2]
- Juan Bautista Bernuy y Valda, IV vizconde de Tomillos. Se casó en Córdoba en 1793 con María del Carmen Aguayo, condesa de Villaverde la Alta.[2]
- Francisco de Paula de Bernuy y Aguayo (1806-1866), V vizconde de Tomillos.[3] Casado in artículo mortis en Bujalance con María Feliciana de Coca. Le sucedió su hijo.[4]
- Juan de Dios de Bernuy y Jiménez de Coca (1843-1899), VI vizconde de Tomillos, IX marqués de Benamejí. Era hijo de Francisco de Paula Bernuy y Aguayo y de su esposa María Feliciana de Coca[4]